# Froia
Froia (... – VII secolo) è stato un nobile visigoto, probabilmente un conte, che si ribellò tentando di prendere possesso del regno nel 653, nelle ultime settimane di regno di Chindasvindo o nelle prime del figlio Reccesvindo.

## Storia
Nel suo tentato golpe ebbe il supporto dei baschi dell'alta valle dell'Ebro, dove aveva un piccolo gruppo di sostenitori. Assediò Saragozza, dove il vescovo Taius stava lavorando ad una revisione del Liber Judiciorum, impossibilitato a lasciare la città. Reccesvindo si mise alla testa di un esercito mandato contro la rivolta, ed obbligò i Baschi a rifugiarsi sulle montagne.

## Fonti
- Roger Collins, Visigothic Spain, 409–711, Oxford, Blackwell Publishing, 2004, ISBN 0-631-18185-7
- The political nature of taxation in Visigothic Spain, DOI:10.1111/j.0963-9462.2004.00127.x.